# OpenSSH
OpenSSH je slobodna verzija SSH konekcijske alatke. Korisnici telnet-a, rlogin-a, i ftp-a često ne obraćaju pažnju činjenicu da se njihove lozinke ne šalju u kodiranom formatu preko Interneta. OpenSSH enkriptira sav saobraćaj (uključujući lozinke) da bi efektivno eliminisao nedozvoljen pristup, i slične nepoželjene interakcije. OpenSSH omogućava bezbedan „tunneling“, metode prepoznavanja (autentikacije), i podržava sve verzije SSH protokola.
OpenSSH paket zamjenjuje rlogin i telnet sa ssh programom, rcp sa scp, i ftp sa sftp. Takođe je dostupan i sshd (serverska strana paketa), i druge alatke poput ssh-add, ssh-agent, ssh-keysign, ssh-keyscan, ssh-keygen i sftp-server.
OpenSSH je razvijen od strane OpenBSD projekta. Softver je nastao u zemljama koje dozvoljavaju eksport kriptografije i slobodan je za korištenje pod BSD licencom.
Postoje dva OpenSSH tima. Jedan tim se bavi striktnim OpenBSD baziranim razvojem, nastojeći da proizvede kod koji je čist, jednostavan, i siguran. Drugi tim polazi od čiste verzije koda i bavi se njenom portabilnošću.

## Spoljašnje veze
- Službena stranica